# Coupe des clubs champions européens féminine de handball 1960-1961
Navigation
Coupe des clubs champions 1961-1962
La Coupe des clubs champions européens féminine de handball 1961 est la première édition de la plus grande compétition européenne des clubs féminins de handball, organisée par l’IHF. Seules huit nations représentées par huit clubs ont pris part à cette coupe. 
Elle s'est tenue de décembre 1960 à mars 1961 et a été remportée par le club roumain du Ştiinţa Bucarest, vainqueur en finale du club tchécoslovaque du Dinamo Prague

## Participants
Les huit clubs participants sont :
| Équipe              | Titre                           |
| ------------------- | ------------------------------- |
| Danubia Vienne      | Champion d'Autriche             |
| RSV Mülheim         | Champion d'Allemagne de l'Ouest |
| US Ivry Paris       | Champion de France              |
| KS Cracovie         | Champion du Pologne             |
| Ştiinţa Bucarest    | Champion de Roumanie            |
| Dinamo Prague       | Champion de Tchécoslovaquie     |
| Žalgiris Kaunas     | Champion d'URSS                 |
| RK Spartak Subotica | Champion de Yougoslavie         |

## Résultats

### Quarts de finale
| Club             | Aller  | Total   | Retour | Club                |
| ---------------- | ------ | ------- | ------ | ------------------- |
| Ştiinţa Bucarest | 5 - 6  | 14 - 12 | 9 - 6  | RK Spartak Subotica |
| Žalgiris Kaunas  | 5 - 3  | 13 - 9  | 8 - 6  | KS Cracovie         |
| RSV Mülheim      | 12 - 3 | 24 - 10 | 12 - 7 | US Ivry Paris       |
| Dinamo Prague    | 8 - 6  | 12 - 8  | 4 - 2  | Danubia Vienne      |

### Demi-finale
| Club             | Aller  | Total  | Retour | Club            |
| ---------------- | ------ | ------ | ------ | --------------- |
| Ştiinţa Bucarest | 12 - 4 | 20 - 7 | 8 - 3  | Žalgiris Kaunas |
| RSV Mülheim      | 3 - 6  | 5 - 10 | 2 - 4  | Dinamo Prague   |

### Finale
| Club             | Aller | Total  | Retour | Club          |
| ---------------- | ----- | ------ | ------ | ------------- |
| Ştiinţa Bucarest | 8 - 1 | 13 - 5 | 5 - 4  | Dinamo Prague |

## Les championnes d'Europe
| Championne d'Europe - Coupe des clubs champions européens féminin de handball 1960-1961 Ştiinţa Bucarest 1er titre |

L'effectif était :
- Irina Klimovschi (en) (Nagy), gardienne de but
- Iozefina Ștefănescu
- Ecaterina Ionescu
- Aurora Leonte
- Aurelia Sălăgeanu-Tudor (en)
- Elena Pădureanu (ro)
- Dana Ungureanu
- Carolina Cârligeanu
- Ella Jecu
- Gerlinde Reip
- Maria Stef Oțoiu
- Hilde Roth
- Cornelia Constantinescu

Entraîneur
- Constantin Popescu (en)